# I peggiori
I peggiori è un film del 2017 diretto da Vincenzo Alfieri.

## Trama
Massimo e Fabrizio Miele sono due fratelli romani trentenni trapiantati a Napoli; cresciuti nel benessere, sono caduti in disgrazia quando la madre è fuggita dall'Italia dopo aver mandato in rovina centinaia di famiglie che avevano affidato alla sua finanziaria i loro risparmi. Massimo lavora ora in un cantiere edile per un albanese al soldo della palazzinara senza scrupoli Eva Perrot mentre Fabrizio, laureato in legge, fa l'archivista in tribunale. Massimo non percepisce lo stipendio da tre mesi mentre quello di Fabrizio è irrisorio: i due sono da tempo in seria difficoltà economica e pertanto rischiano non solo di perdere la casa, ma anche l'affido della sorella tredicenne Chiara, da poco sospesa da scuola per via di una rissa in cui aveva difeso l'onore della madre. Gli unici a dare loro una mano sono Serena, l'assistente sociale che segue Chiara, e Arturo, collega di Fabrizio ed ex avvocato di successo.
Una sera i due fratelli decidono di mascherarsi e di andare a recuperare al cantiere gli arretrati di Massimo: dopo aver trovato i soldi scoprono che il titolare dell'azienda ha sottratto, come forma di ricatto, i passaporti dei dipendenti extracomunitari ma poco dopo lui e un suo tirapiedi li scoprono. Ne nasce quindi una colluttazione, da cui Massimo e Fabrizio riescono rocambolescamente a uscire vincitori; sul posto giunge poi la polizia che arresta il titolare.
Massimo e Fabrizio, il giorno dopo, scoprono grazie alla sorella di essere diventati un fenomeno di Internet, i "Demolitori", e che c'è molta gente disposta ad assoldarli per denunciare fatti che in un'aula di tribunale non troverebbero giustizia: i due decidono quindi di trasformare la sventatezza di una sera in un vero e proprio lavoro. Così facendo i due fratelli riescono a saldare i loro debiti e Massimo riesce anche a conquistare Serena.
Nel frattempo Eva fa uscire di galera il titolare di Massimo e grazie a questi, che scopre la vera identità dei "Demolitori", li costringe minacciando la sorellina a lavorare per lei e a infangare il nome del commissario Piervi, da sempre suo nemico giurato e mai rassegnatosi al proscioglimento della donna dalle accuse cui lo stesso Piervi aveva in passato dedicato anima e corpo. Dopo un pesante litigio, tuttavia, Massimo e Fabrizio decidono di non sottostare ai ricatti della donna e, grazie all'aiuto di Chiara e Serena, riescono a incastrare Eva, vicina a compiere l'ennesima truffa edilizia. Grazie sia a Piervi che ad Arturo, Fabrizio e Massimo evitano il carcere e, nonostante tutto, decidono di proseguire nella loro "professione".
Nella scena durante i titoli di coda, la madre dei due, di ritorno dal Messico, racconta ad un tassista di come sia giunta a Napoli (apprendendo dai giornali delle imprese dei figli) per fare loro una sorpresa.